# Ruta 1701 (Lima)
La ruta 1701 o "el Anconero" es una ruta de transporte público del área metropolitana de Lima, que conecta los distritos de Ancón y Santiago de Surco. El trayecto de esta ruta consta de 115 o 116 paradas dependiendo de la dirección y dura aproximadamente 2 horas y media. 

## Características
Esta ruta de transporte público es operada por la Empresa de Transportes Turismo e Inversiones Señor de La Soledad S.A. (SESOSA), transitando por gran parte de la urbe limeña.

### Autorización
La ruta 1701 se encuentra autorizada por la Municipalidad Metropolitana de Lima (MML) y la Autoridad de Transporte Urbano (ATU).

## Trayecto
Los autobuses de la ruta 1701 comienzan a operar a las 5:00 a.m. y terminan a las 11:00 p.m.,recorriendo los distritos de Ancón, Puente Piedra, Comas, Los Olivos, Independencia, San Martín de Porres, Lima, Jesús María,  San Isidro, Miraflores, Surquillo y Santiago de Surco en la provincia de Lima; pasando por lugares importantes como el Parque del Recuerdo Puente Piedra, Real Plaza Pro, UCV Campus - Los Olivos, UPN Campus - Los Olivos, Royal Plaza, MegaPlaza Independencia, Plaza Norte, el Estadio Alberto Gallardo, Plaza Ramón Castilla, Plaza Dos de Mayo, Plaza Bolognesi, Óvalo Jorge Chávez, el Campo de Marte, el Hospital Nacional Edgardo Rebagliati Martins, el Parque Próceres de la Independencia, Real Plaza Salaverry, Open Plaza Angamos, Coliseo Eduardo Dibós, Real Plaza Primavera y UPC Monterrico.
También se conecta con el Metropolitano a través de las estaciones Dos de Mayo, Quilca, España y Angamos. Y con la Línea 1 del Metro de Lima con la Estación Angamos, dentro de un futuro se podrá conectar con la Línea 3 del Metro de Lima y Callao desde las estaciones Huandoy hasta José Granda, con la Línea 4 a través de la Estación Salaverry y la Línea 6 desde la Estación Salaverry c/n Ejército hasta la Estación UPC.

### Terminales
Su terminal de ida es en la Av. Julio C. Tello en la Urb. Miramar, Ancón, No tiene terminal de vuelta, cuando llega a su destino final suele voltear en U para cursar el trayecto de vuelta.

### Recorrido
| Dirección                   | Avenidas y calles |
| --------------------------- | --- |
| Ida Hacia Santiago de Surco | Prolg. Av. Abtao - Jr. Pachitea - Av. José Paredes Roncal - C. Florida - C. Rímac - Av. Las Colinas - C. Loa/José Carlos Mariategui - C. Áncash - C. Boyaca - C. Mérida - C. Guaqui - C. Áncash - Av. Central Santa Rosa - Av. Alejandro Bertello/Acceso a Sta. Rosa - Carretera Panamericana Norte - Av. Alfredo Mendiola - Vía de Evitamiento - Av. Alfonso Ugarte - Av. Guzmán Blanco - Av. Salaverry - Av. Del Ejército - Av. José Pardo - Av. Comandante Espinar - Av. Angamos - Av. Primavera. |
| Vuelta Hacia Ancón          | Av. Primavera - Av. Angamos - Av. Comandante Espinar - Av. José Pardo - Av. Del Ejército - Av. Gral. Salaverry - Av. Guzmán Blanco - Av. Alfonso Ugarte - Av. Caquetá - Vía de Evitamiento - Av. Alfredo Mendiola - Ctra. Panamericana Norte - Av. Alejandro Bertello/Acceso a Sta. Rosa - Av. Central Santa Rosa - C. Áncash - C. Guaqui - C. Mérida - C. Boyaca - C. Áncash - C. Loa/José Carlos Mariategui - Av. Las Colinas - C. Rímac - C. Florida - Av. Julio César Tello.                     |